# Seleção dos Estados Unidos de Basquetebol Feminino
A Seleção Estadunidense de Basquetebol Feminino é a equipe que representa os Estados Unidos em competições internacionais. É gerida pela USA Basketball filiada a FIBA desde 1934. Uma das equipes mais fortes do esporte, consistindo em atletas da WNBA e o basquetebol universitário, as norte-americanas venceram onze mundiais e oito das dez edições do basquetebol olímpico, onde só não medalharam em 1980 (que não participaram devido ao boicote norte-americano).

## Medalhas
- Jogos Olímpicos
  -  Ouro (10): 1984, 1988, 1996, 2000, 2004, 2008, 2012, 2016, 2020 e 2024
  -  Prata (1): 1976
  -  Bronze (1): 1992

- Copa do Mundo
  -  Ouro (11): 1953, 1957, 1979, 1986, 1990, 1998, 2002, 2010, 2014, 2018, 2022
  -  Prata (1): 1983
  -  Bronze (2): 1994 e 2006

- Jogos Pan-Americanos
  -  Ouro (7): 1955, 1959, 1963, 1975, 1983, 1987 e 2007
  -  Prata (6): 1967, 1971, 1979, 2003, 2015 e 2019
  -  Bronze (2): 1991 e 1999

- Copa América
  -  Ouro (4): 1993, 2007, 2019 e 2021
  -  Prata (2): 1997 e 2023